# Liste der Biografien/Kori
Liste der Biografien |
Portal Biografien |
Personensuche
# |
A |
B |
C |
D |
E |
F |
G |
H |
I |
J |
K |
L |
M |
N |
O |
P |
Q |
R |
S |
T |
U |
V |
W |
X |
Y |
Z |
?
 
Ka |
Kb |
Kc |
Kd |
Ke |
Kf |
Kg |
Kh |
Ki |
Kj |
Kl |
Km |
Kn |
Ko |
Kp |
Kr |
Ks |
Kt |
Ku |
Kv |
Kw |
Ky |
Kx |
Kz
 
Koa |
Kob |
Koc |
Kod |
Koe |
Kof |
Kog |
Koh |
Koi |
Koj |
Kok |
Kol |
Kom |
Kon |
Koo |
Kop |
Kor |
Kos |
Kot |
Kou |
Kov |
Kow |
Kox |
Koy |
Koz
 
Kora |
Korb |
Korc |
Kord |
Kore |
Korf |
Korg |
Korh |
Kori |
Korj |
Kork |
Korl |
Korm |
Korn |
Koro |
Korp |
Korr |
Kors |
Kort |
Koru |
Korv |
Korw |
Kory |
Korz
Die Liste der Biografien führt alle Personen auf, die in der deutschsprachigen Wikipedia einen Artikel haben. Dieses ist eine Teilliste mit 60 Einträgen von Personen, deren Namen mit den Buchstaben „Kori“ beginnt.

## Kori
- Kōri, Harumi (* 1953), japanischer Fußballspieler
- Kori, Heinrich (1860–1938), deutscher Ingenieur und Unternehmer
- Kōri, Hiromu (* 1997), japanischer Fußballspieler
- Kōri, Kazuko (* 1957), japanische Politikerin
- Kori, Nanaka (* 1997), japanische Leichtathletin
- Kōri, Yūichi (1902–1983), japanischer Politiker (LDP)

### Koria
- Koriath, Heinz (* 1952), deutscher Rechtswissenschaftler
- Koriath, Jan (* 1990), deutscher Politiker (Bündnis 90/Die Grünen), MdHB
- Koriath, Sina Aylin (* 1994), deutsche Politikerin (Bündnis 90/Die Grünen), Mitglied der Hamburgischen Bürgerschaft

### Korib
- Koribalski, Bärbel (* 1964), deutsche Astronomin

### Koric
- Korica, Dane (* 1945), jugoslawischer Langstreckenläufer

### Korid
- Koridse, Awtandil (1935–1966), sowjetisch-georgischer Ringer

### Korie
- Korie, Michael (* 1955), US-amerikanischer Librettist

### Korik
- Korikowa, Jelena Jurjewna (* 1972), russische Kino- und Theaterschauspielerin

### Korin
- Korin, Pawel Dmitrijewitsch (1892–1967), russischer Maler
- Korine, Harmony (* 1973), US-amerikanischer Filmregisseur und AutorHarmony Korine (* 1973)

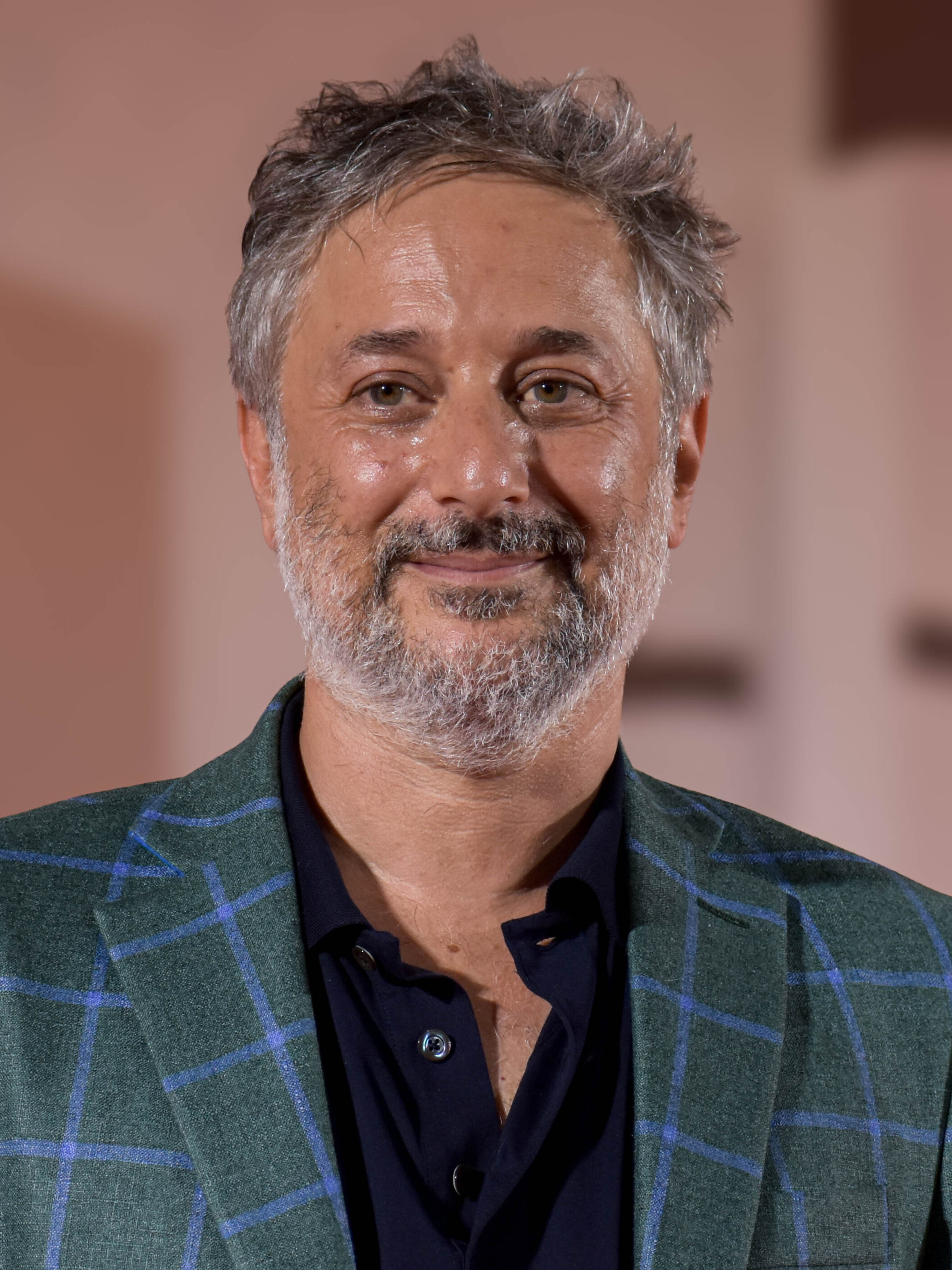
Harmony Korine (* 1973)

- Korine, Rachel (* 1986), US-amerikanische Schauspielerin
- Korinek, Franz (1907–1985), österreichischer Politiker und Minister
- Kořínek, Karl (1858–1908), tschechischer Sozialist und Gewerkschaftsführer in Cisleithanien
- Korinek, Karl (1940–2017), österreichischer Jurist, Präsident des österreichischen Verfassungsgerichtshofs
- Kořínek, Miloslav (1925–1998), aus Tschechien gebürtiger slowakischer Komponist und Hochschullehrer
- Köring, Dora (1880–1945), deutsche Tennisspielerin
- Köring, Friedrich Karl Theodor (1834–1906), preußischer Generalmajor
- Koring, Lothar (1935–2011), deutscher Rechtsanwalt und Politiker (SPD), MdBB
- Koring, Ralf (* 1969), deutscher Handballspieler
- Koringer, Franz (1921–2000), österreichischer Komponist
- Korinna, griechische Dichterin

### Korio
- Korio, Alex (* 1990), kenianischer Langstreckenläufer
- Korioth, Stefan (* 1960), deutscher Rechtswissenschaftler

### Korir
- Korir, Albert (* 1994), kenianischer Langstreckenläufer
- Korir, Benjamin Kiprotich (* 1976), kenianischer Marathonläufer
- Korir, Cornelius Kipng’eno arap (1950–2017), kenianischer Geistlicher, römisch-katholischer Bischof von Eldoret
- Korir, Emmanuel (* 1995), kenianischer Leichtathlet
- Korir, Japhet Kipyegon (* 1993), kenianischer Langstreckenläufer
- Korir, John (* 1975), kenianischer Langstreckenläufer
- Korir, John (* 1996), kenianischer Langstreckenläufer
- Korir, John Cheruiyot (* 1981), kenianischer Langstreckenläufer
- Korir, Judith (* 1995), kenianische Leichtathletin
- Korir, Julius (* 1960), kenianischer Hindernis- und Langstreckenläufer und Olympiasieger
- Korir, Mark (* 1985), kenianischer Langstreckenläufer
- Korir, Naomi (* 1998), kenianische Mittelstreckenläuferin
- Korir, Patrick (* 1977), kenianischer Marathonläufer
- Korir, Paul (* 1977), kenianischer Leichtathlet
- Korir, Sammy (* 1971), kenianischer Marathonläufer
- Korir, Shedrack Kibet (* 1978), kenianischer Leichtathlet (Läufer)
- Korir, Wesley (* 1982), kenianischer Marathonläufer

### Koris
- Koriseva, Arja (* 1965), finnische Sängerin
- Korisios, keltischer Waffenschmied
- Koristek, Ján (* 1996), slowakischer Skilangläufer
- Kořistka, Karl (1825–1906), österreichischer Geograph

### Korit
- Korita, Eric (* 1963), US-amerikanischer Tennisspieler
- Koritensky, Andreas (* 1971), deutscher Philosoph und Hochschullehrer
- Koritnig, Sigmund (1912–1994), österreichischer Mineraloge
- Koritnik, Gašper (* 2001), slowenischer Fußballspieler
- Koritschoner, Franz (1892–1941), österreichischer kommunistischer Politiker
- Korittke, Oliver (* 1968), deutscher Schauspieler und FernsehmoderatorOliver Korittke (* 1968)

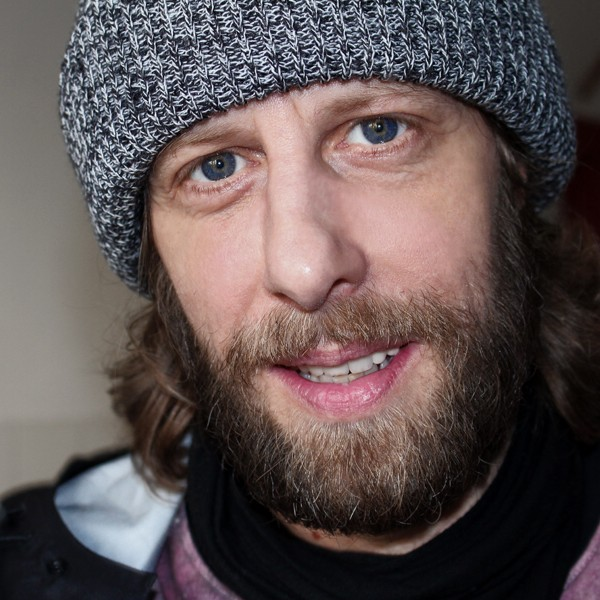
Oliver Korittke (* 1968)

- Koritz-Dohrmann, Adelheid (1935–1999), deutsche Rechtsanwältin, Frauenrechtlerin und SPD-Mitglied
- Koritzinsky, Theo (* 1941), norwegischer Politiker, Mitglied des Storting

### Koriu
- Koriun, erster bekannter armenischer Schriftsteller

### Koriy
- Kōriyama, Paul Kenjirō (* 1942), japanischer Geistlicher, emeritierter römisch-katholischer Bischof von Kagoshima